# 靈寶塔

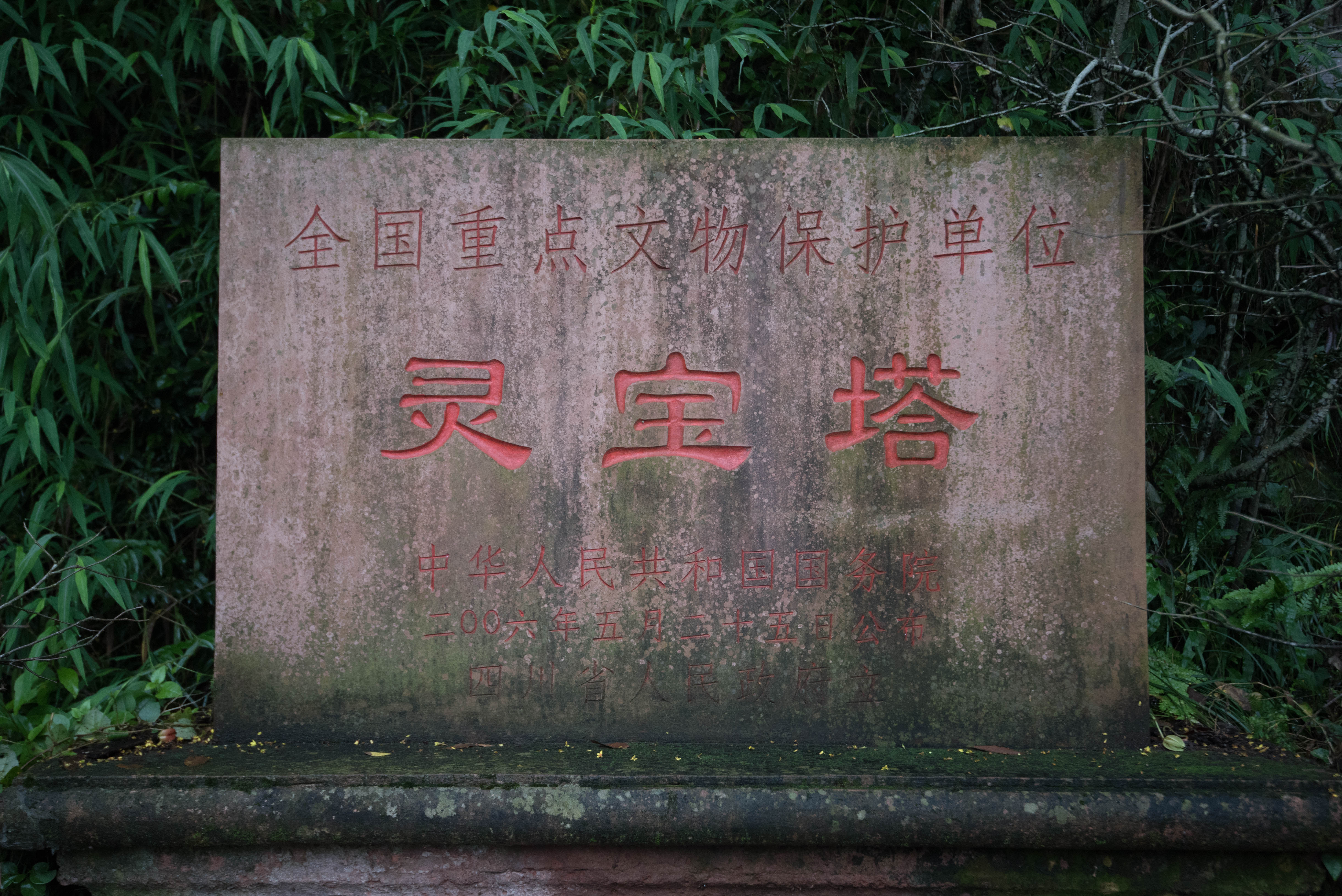
国保碑

靈寶塔位於四川省樂山市，文物遺址年代判定為唐。1980年7月7日列為四川省重新確定公布的第一批省級文物保護單位。2006年5月25日公佈為第六批全國重點文物保護單位，歸入第二批全國重點文物保護單位樂山大佛。